# Афинаида Атропатенская
Афинаида Атропатенская — коммагенская царевна, царица Мидии Атропатены.

## Биография
Афинаида жила в I в. до н. э. Она имела смешанное греко-армянское происхождение, была самым младшим пятым ребёнком царя Антиоха I и царицы Исии Филосторги. С отцовской стороны её предками был Митридат I Каллиник и селевкидская царевна Лаодика VII Тея. Со стороны матери её предками были союзник и клиент Рима Ариобарзан I Филороман и Афинаида Филосторгия I. Дядей её по материнской линии был каппадокийский царь Ариобарзан II Филопатр, тётей по материнской линии — понтийская царевна Афинаида Филосторгия II. Её тётя по материнской линии была дочерью Митридата VI Понтийского от его второго брака с Монимой.
Афинаида родилась и воспитывалась в Коммагене. Её выдали замуж за царя Атропатены — царя Мидии и, возможно, также и Армении.
Имя Афинаиды известно по найденным монетам с надписью др.-греч. ΒΑΣΙΛΕΙΑ ΑΘΗΝΑΙΣ (царица Афинаида). По монетам, датируемым примерно 30 г. до н. э., можно заключить, что Артавазд женился на Афинаиде в бытность царём Атропатены. На сохранившихся монетах с одной стороны изображён Артавазд I с царской короной и надписью на греческом языке, а на другой стороне — портрет Афинаиды в тиаре.
В браке Афинаиды и Артавазда родились трое детей:
- дочь Иотапа
- сын Ариобарзан
- сын Дарий II